# Stumpfgleis

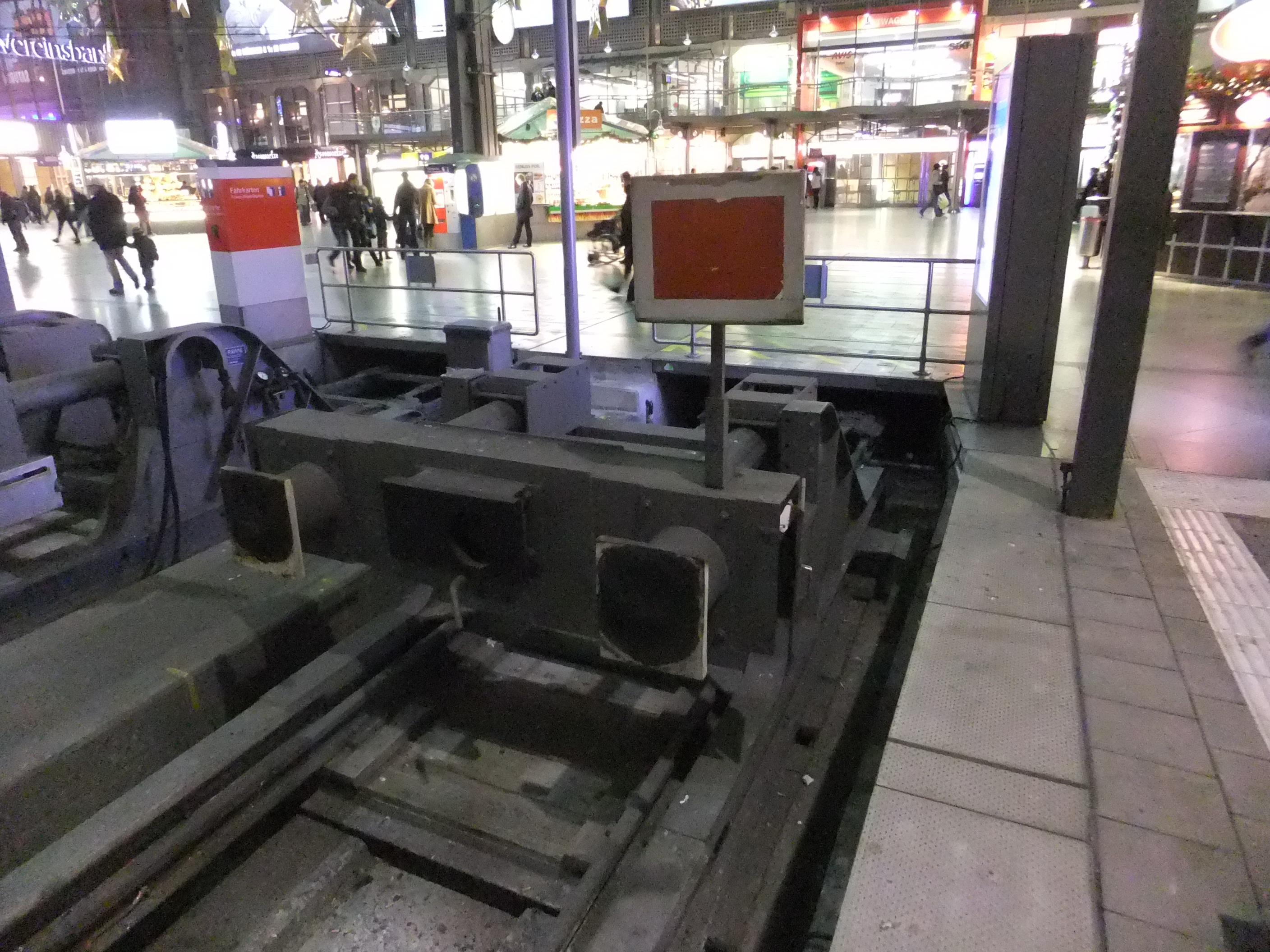
Ende eines Stumpfgleises im Münchener Hauptbahnhof mit dem Schutzsignal Sh 2 (Schutzhalt.)

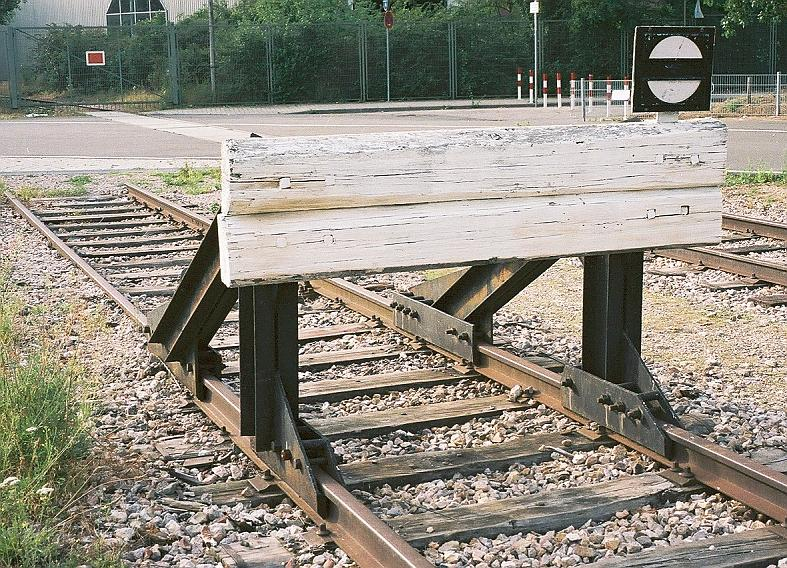
Stumpfgleis mit Prellbock und Signal Sh 0 (Halt! Fahrverbot.)

Ein Stumpfgleis, auch Stutzgleis, Sackgleis, Kopfgleis, Blindgleis, totes Gleis, Gleisstutzen, in der Schweiz Kopfgleis oder – bei einem Nebengleis – Stumpengleis genannt, ist ein Gleis, das nur an einem Ende einen Weichenanschluss und am anderen einen definierten, nicht überfahrbaren Punkt hat. Dieser ist oft das Gleisende, das meist durch einen Gleisabschluss – oft ein Prellbock – endet; das Gleis kann aber auch erst einige Kilometer hinter der Weiche aufhören. An der Weiche endet das Gleis definitionsgemäß an ihrem Herzstück. In einem Kopfbahnhof sind alle Gleise Stumpfgleise. Auch Spitzkehren besitzen ein Stumpfgleis.
Gleise, die an einem Ende einen Weichenanschluss besitzen, am anderen Ende aber auf eine Drehscheibe, Schiebebühne oder Ladebrücke eines Fährbetriebes führen, werden nicht als Stumpfgleis bezeichnet.
Im Netz der Deutschen Bahn ist die zulässige Höchstgeschwindigkeit für Zugfahrten in Stumpfgleise grundsätzlich auf höchstens 40 km/h beschränkt. Im Bereich der ehemaligen Deutschen Bundesbahn durften Einfahrten in Stumpfgleise dabei nur mit 30 km/h projektiert werden. In besonders kurze Stumpfgleise darf nur mit einer im Betriebsstellenbuch festgelegten Geschwindigkeit eingefahren werden. Möglichkeiten zur Geschwindigkeitserhöhung, wie beispielsweise eine stetige Überwachung der Einfahrgeschwindigkeit, wurden aus Kostengründen noch nicht realisiert (Stand: 1987).

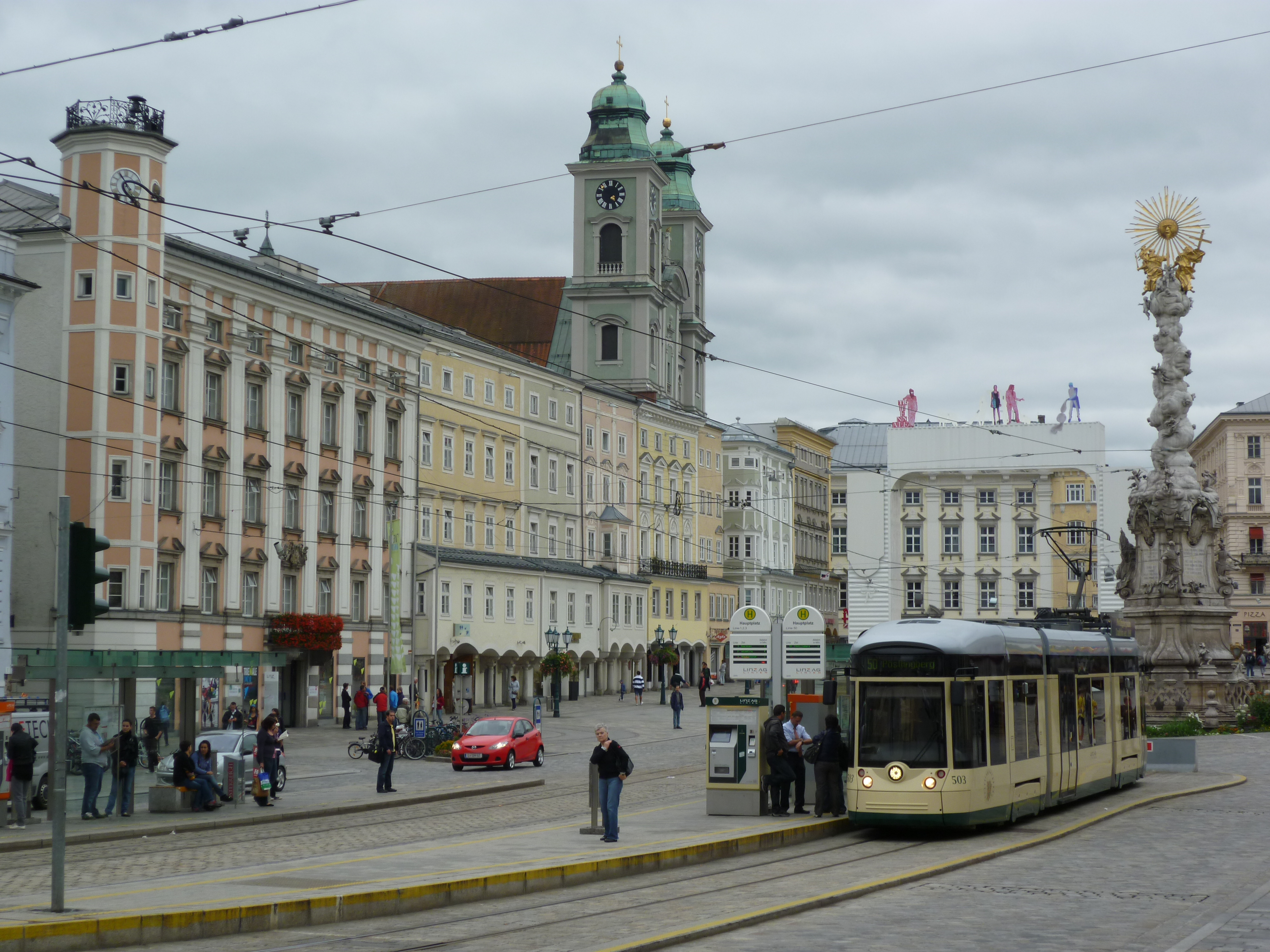
Stumpfendstelle der Pöstlingbergbahn auf dem Linzer Hauptplatz

Auch bei Stadtbahnen und Straßenbahnen existieren Stumpfgleise. Meist sind sie in Form sogenannter Stumpfendstellen anzutreffen, sofern der jeweilige Verkehrsbetrieb Zweirichtungsfahrzeuge einsetzt oder es sich um Stumpfgleise an einem Wendedreieck handelt. Eine weitere Variante sind Stumpfgleise zum Fahrtrichtungswechsel an Zwischenendstellen – teilweise auch als Wendeanlage zwischen den beiden Richtungsgleisen angeordnet – oder in Form von Abstellgleisen für Einsatzwagen, Theaterwagen, Arbeitswagen oder Reservewagen. Häufig anzutreffen sind Stumpfgleise außerdem innerhalb von Wendeschleifen, diese dienen beispielsweise der vorübergehenden Abstellung schadhafter Wagen. Teilweise existieren im Straßenbahnbereich auch Stumpfendstellen ohne jeden Gleisabschluss.